# Saint-Sébastien (Isère)
Saint-Sébastien è un comune francese di 253 abitanti situato nel dipartimento dell'Isère della regione dell'Alvernia-Rodano-Alpi.

## Società

### Evoluzione demografica
Abitanti censiti